# Caius Aurelius Cotta (consul en -75)
Pour les articles homonymes, voir Aurelius Cotta.
Caius Aurelius Cotta (v. 124 av. J.-C. - 73 av. J.-C.), est un orateur romain.

## Biographie
En 92 av. J.-C., Caius Aurelius Cotta plaide pour la défense de son oncle Publius Rutilius Rufus qui fut accusé injustement d'extorsion en Asie. Il était en très bons termes avec le tribun de la plèbe Marcus Livius Drusus, qui fut assassiné en 91 av. J.-C., et ne réussit pas dans sa candidature de tribun. Un peu après il fut poursuivi en justice et, pour éviter d'être condamné, il s'exila.
Il ne revint pas à Rome durant la dictature de Lucius Cornelius Sulla (Sylla) en 82 a. J.-C.. Il fut consul en 75 av. J.-C. et commença les hostilités contre les optimates en votant une loi qui abolit les dispositions de Sylla qui disqualifiaient les tribuns d'accès au cursus honorum (Lex Aurelia de tribunicia potestate).
Dans son histoire des orateurs romains, Cicéron le présente avec Publius Sulpicius Rufus comme les meilleurs jeunes orateurs de leur temps. Cicéron le met aussi en scène dans le De oratore et dans De Natura Deorum, comme porte-parole des positions de la Nouvelle Académie.